# Équipe du Canada de hockey sur gazon
L'équipe du Canada de hockey sur gazon est la sélection des meilleurs joueurs canadiens de hockey sur gazon. 

## Palmarès
| Jeux olympiques - 1964 : 13e - 1976 : 10e - 1984 : 10e - 1988 : 11e - 2000 : 10e - 2008 : 10e - 2016 : 11e - 2020 : 12e |  | Coupe du monde - 1978 : 11e - 1986 : 10e - 1990 : 11e - 1998 : 8e - 2010 : 11e |  | Ligue mondiale - 2012-2014 : 2e tour - 2014-2015 : 7e Champions Challenge - 2009 : 8e - 2011 : 8e - 2012 : 6e - 2014 : 2e |